# Alles will den Prophet’n seh’n
Alles will den Prophet'n seh'n ist eine Posse mit Gesang in drey Acten von Johann Nestroy. Der ursprüngliche Titel war Das Abenteuer in Nestheim, dann Zum ersten Male: Der Profet, Große Oper von Mayerbeer, keine Parodie des „Profeten“. Die Uraufführung fand anonym am 4. Mai 1850 im Wiener Carltheater statt.

## Inhalt
Das Kleinstadthotel der Madame Rosenblüh ist mit von überall herbeigeströmten Gästen übervoll, weil Künstler aus der Hauptstadt als Benefiz für das Armenhaus die Meyerbeeroper „Der Prophet“ aufführen werden. Der reichgewordenen Juwelier Sitzmeyer will seine ehemalige Geliebte Frau Rosenblüh wieder sehen; Gabriele (in Männerverkleidung) schwärmt für einen Sänger und Eduard ist ihr deshalb eifersüchtig nachgereist; der Gauner Falk (alias Müller) auf Einbruchstour gibt sich als hoher Polizeikommissar aus; die Familie Glanzbach will unbedingt noch Theaterkarten bekommen; Bürgermeister Knollich versucht höchst ungeschickt, Madame Rosenblüh zu umgarnen. Der eitle und ängstliche Sitzmeyer hält seinen wegen Gabriele verkleideten Zimmergenossen Eduard für den gesuchten Verbrecher Müller:
„Seine Gesichtszüge mahnen an Straßenraub; dazu der Wald von Bart – man kann Niemanden ins Herz seh'n.“ (II. Akt, 8te Scene)
Als der echte Kommissar Rollberg, der auch Gabrieles Vater ist, auftaucht, wird nun er für den Verbrecher gehalten. Die wahren Spitzbuben Falk und Maus versuchen vergeblich, mit ihrer Beute zu entkommen. Gabriele gibt sich zu erkennen, um den falsch verdächtigten Eduard zu retten. Falk lässt Knollich glauben, er sei in Wahrheit der Komponist Meyerbeer incognito, und der getäuschte Bürgermeister bringt ihn heimlich aus dem Haus ins Theater.
„Dem erhabensten Genius, der glücklichste Bürgermeister seiner Zeit“ (III. Act, 12te Scene)
Die Opernaufführung ist ein großer Erfolg, im Hotel Rosenblüh soll das Festsouper stattfinden, die Gäste werden von Sitzmeyer vorangekündigt:
„Aus Is's! Alles strömt und wimmelt, voran die Verschwitzten, in der Mitte die Gepreßten, und hinten die Erdruckten.“ (III. Act, 23ste Scene)
Falk im gestohlenen Prophetenkostüm wird für den Sänger gehalten und im Triumphzug hereingebracht, aber sofort als Schwindler erkannt und von Rollberg verhaftet. Sitzmeyer resümiert:
„Es is merkwürdig, kaum hat man einen echten Propheten, führt der Teufel einen falschen daher.“ (III. Act, 25ste Scene)

## Werksgeschichte
Die Grundidee des Werkes hat Gemeinsamkeiten mit Adolf Bäuerles Die falschen Catalani, Roderich Benedix’ Der Steckbrief und Karl Meisls Das Abenteuer in Strümpfelbach – woran auch der ursprüngliche Titel von Nestroys Werk anklingt. Keines davon diente Nestroy jedoch als Quelle.
Die eigentliche Vorlage war das Stück Gasthaus-Abentheuer von Charlotte Birch-Pfeiffer (unter ihrem Pseudonym Th. Oswald), das 1848 erschien und vor allem in Deutschland viel gespielt worden war. An diese Quelle hielt sich Nestroy recht genau, vor allem in den ersten beiden Akten, nur verlegte er den Ort der Handlung von Bonn in einen kleinen österreichischen Provinzort. Neu ist die Einfügung, dass die bevorstehende Aufführung von Giacomo Meyerbeers Le prophète (Der Prophet; Premiere am 16. April 1849 in Paris; Premiere in Wien am 1. März 1850 im Theater am Kärntnertor) für große Aufregung im Städtchen sorgt – in Birch-Pfeiffers Original will das Liebespaar Otto/Eduard und Emma/Gabriele lediglich ein Konzert von Franz Liszt in Bonn besuchen –, sowie die kurzen Klamaukszenen mit der Familie Glanzbach und das Finale mit dem Theaterensemble.
Nestroy fand es – vermutlich zu Recht – notwendig, auf dem Theaterzettel den Vermerk: Keine Parodie des „Profeten“ anbringen zu lassen. Er musste wohl annehmen, das Publikum erwarte von ihm eher eine Parodie auf Meyerbeers Oper, als eine Posse, wo die Aufführung des Propheten lediglich die Ursache des Geschehens war.
Johann Nestroy spielte den Juwelier Sitzmeyer, Wenzel Scholz den Bürgermeister Knollich, Franz Gämmerler einen Sänger.
Ein Titelblatt in Nestroys Handschrift – Zum ersten Male: der Profet, große Oper von Mayerbeer (sic!). Posse mit Gesang in Drey Acten. Keine Parodie des „Profeten“ – mit Personenverzeichnis, sowie das offenbar dazugehörende Textmanuskript sind erhalten geblieben, ebenfalls erhalten sind einige Manuskriptfragmente. Ein Theatermanuskript und Soufflierbuch mit der Aufführungsbewilligung vom 30. April aus dem Fundus des Carltheaters trägt den von fremder Hand korrigierten Titel: Das Abenteuer in Nestheim.
Das Stück erlebte nur vier Aufführungen, weitere fanden weder zu Nestroys Lebzeiten noch danach statt; eine Rundfunkbearbeitung wurde unter der Regie von Ernst Wolfram Marboe im ORF am Faschingsdienstag, den 15. Februar 1969 gesendet und am 3. Juni 1974 wiederholt. Die Lokalisierung wurde dabei auf Baden bei Wien statt Nestingen und Bad Vöslau statt Bad Eisenquell geändert.

## Zeitgenössische Rezeption
Da die Kritiken für das Stück vernichtend waren, kam es nur zu drei Wiederholungen.
Im Fremden-Blatt vom 5. Mai 1850 (Nr. 107) war schon am Morgen nach der Premiere die erste ablehnende Reaktion:
„Der Verfasser hat sich nicht genannt, und wahrlich, es war auch nicht nothwendig, denn das Publikum war gar nicht in Versuchung, denselben am Schlusse zu rufen.“
Am 7. Mai – es war dies der Tag der vierten und letzten Aufführung – schrieb die Nestroy an sich stets wohlgesinnte Wiener Theaterzeitung (Nr. 109, S. 485) von Adolf Bäuerle ebenfalls ablehnend:
„Anstatt der Bemerkung auf dem Zettel, daß diese Posse keine Parodie der Oper ‚der Prophet‘ sei – hätte man besser und aufrichtiger bekennen sollen, daß diese Gelegenheits-Piece eine ziemlich oberflächliche Bearbeitung und Ausdehnung des Benedixschen Lustspiels: ‚Der Steckbrief‘ und einer Berliner Posse sei.“
Moritz Gottlieb Saphirs Der Humorist vom 7. Mai formulierte wie stets sehr negativ:
„So ist das an und für sich schon elende Sujet schon dreimal zerarbeitet worden, und was bietet uns dieses saubere Machwerk? […] Man beleidigt den Geschmack, man mißbraucht die Geduld. Man hindert jede bessere Anforderung. […] Keine Handlung, kein Leben, kein Witz, keine Ausstattung – und darum wieder ein Abend verloren. […] Die Fama nennt Herrn Nestroy als Autor dieser Posse. Herr Scholz war in dieser stehenden Rolle als dummer Bürgermeister vortrefflich, er ist der einzige, den man nennen kann.“
Auch Der Wanderer kritisierte scharf, lobte aber im Gegensatz zum Humoristen alle Darsteller, besonders Nestroy und Scholz.

## Spätere Interpretationen
Otto Rommel behauptet, Alles will den Prophet'n seh'n habe einen besseren Erfolg verzeichnet, als die übrigen drei Erstaufführungen von 1850 im Carltheater, nämlich Sie sollen ihn nicht haben, Karikaturen-Charivari mit Heurathszweck und Verwickelte Geschichte!. „Die Quiproquos (Verwechslungen), die in dem überfüllten Hotel einer kleinen Stadt entstehen“, seien beim Publikum einigermaßen gut angekommen (Zitat).
Helmut Ahrens vermerkt nur kurz, dass diese bei Rommel genannten vier Premieren des Jahres 1850 sämtliche einen Durchfall erlitten hätten –  sie alle zusammen wären eigentlich nur „Komödchen auf Sparflamme“ (Zitat).
Sowohl Rommel als auch Ahrens gehen davon aus, dass Nestroy bei diesem Stück – trotz der Anmerkung auf dem Theaterzettel – eine Persiflage von Meyerbeers Propheten vorgehabt habe.
Bei Otto Forst de Battaglia ist zu lesen, dass Nestroy zu dieser Zeit ein merkliches Absinken seiner Schaffenskraft zu attestieren sei, die wesentlichen Punkte des Stückes seien aber durchaus positiv zu sehen, denn die Posse:
„[…] verspottet den Meyerbeer-Rummel und nebenbei die Krähwinkeleien eines Provinzgewaltigen, den Spürsinn eines übergescheiten Sherlock Holmes […]“